# Beth Chatto Gardens

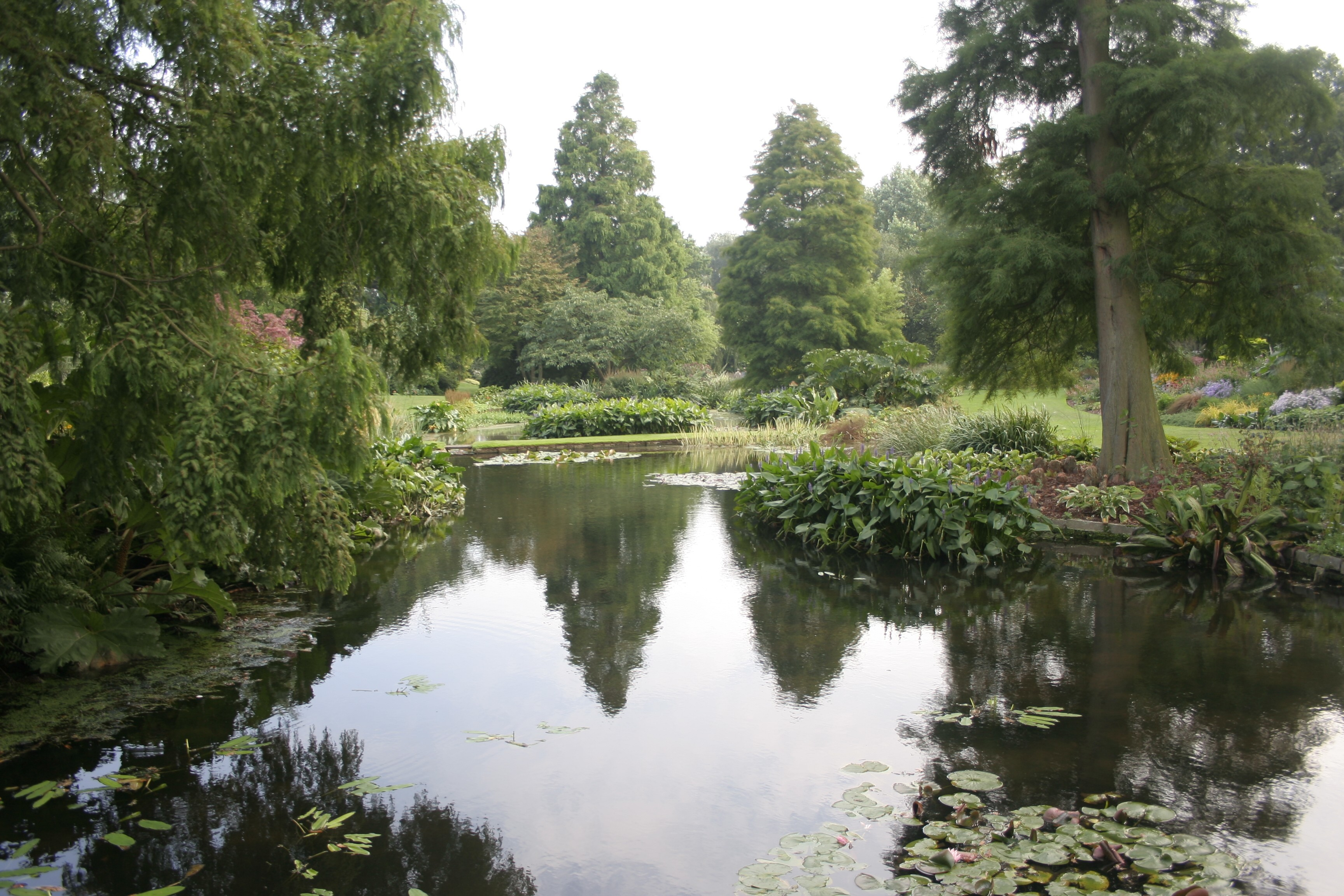
Beth Chatto Gardens

Los Beth Chatto Gardens, son una colección informal de jardines ecológicos creados por Beth Chatto en 1960 suelos de grava y tierra pantanosa, en la granja de árboles frutales en desuso perteneciente a su esposo Andrew Chatto. Los jardines están situados en el pueblo de Elmstead Market a 6 millas al este de Colchester  en Essex, Inglaterra.